# Сарр, Маланг
Мала́нг Мамаду́ Виллья́м Жорж Сарр (фр. Malang Mamadou William Georges Sarr; род. 23 января 1999, Ницца) — французский футболист, защитник клуба «Ланс».

## Клубная карьера
Сарр является уроженцем Ниццы и воспитанником одноимённого французского футбольного клуба. Начал заниматься футболом в пять лет, всё время провёл в академии клуба.
В сезоне 2015/16 стал подтягиваться ко второй команде. Провёл за неё девять встреч, дебютировал 15 августа 2015 года в поединке против «Тарб Пирини». Перед сезоном 2016/17 поехал на сборы вместе с основной командой. 14 августа 2016 года дебютировал в Лиге 1 поединком против «Ренна», появился на поле в основном составе. Кроме того, первый поединок в ведущем первенстве был отмечен его результативным ударом. Забив свой первый профессиональный гол на 60-й минуте дебютного поединка, он посвятил его всем жертвам теракта в Ницце.
27 августа 2020 года футболист перешёл в «Челси», подписав контракт до 2025 года. Однако сезон 2020/21 Маланг Сарр проведёт в аренде для получения игровой практики.
10 августа 2022 года Сарр отправился в годовую аренду с правом выкупа в «Монако».

## Карьера в сборной
Маланг является участником чемпионата Европы 2016 года среди юношей до 17 лет. Провёл на турнире все три матча, против Дании, Англии и Швеции. Вместе с командой занял четвёртое место в группе и в плей-офф не пробился.